# Capitolio del Estado de Connecticut
El Capitolio del Estado de Connecticut (en inglés Connecticut State Capitol) está ubicado al norte de Capitol Avenue y al sur de Bushnell Park en Hartford, la capital del estado de Connecticut (Estados Unidos). El edificio alberga la Asamblea General de Connecticut; la cámara alta, el Senado de Connecticut y la cámara baja, la Cámara de Representantes, así como la oficina del gobernador del estado de Connecticut. La Corte Suprema de Connecticut ocupa un edificio (construido entre 1908 y 1910) al otro lado de Capitol Avenue.

## Historia
El edificio actual es el tercer capitolio del estado de Connecticut desde la Revolución de las Trece Colonias.
La Asamblea General de Connecticut (legislatura estatal) se reunía de forma alterna en Hartford y New Haven desde antes de la Revolución de las Trece Colonias. Cuando lo hacía en Hartford, la Asamblea General se reunía en la Old State House, diseñado en 1792 por Charles Bulfinch, y cuando lo hacía en New Haven, se reunían en una Casa Estatal diseñada en 1827 por Ithiel Town. 
Tras la Guerra de Secesión, las complicaciones de esa dualidad comenzaron a ser evidentes, y tanto Hartford como New Haven compitieron por ser la única capital del estado. Hartford ganó y la nueva capital necesitaba un edificio del capitolio central. La Asamblea General autorizó un proyecto de un millón de dólares y dos proponentes, James G. Batterson y Richard M. Upjohn, compitieron por adjudicarse el proyecto. Upjohn ganó, pero Batterson, un importador y comerciante de piedras y no un arquitecto, fue nombrado contratista de la construcción. Batterson luego revisó continuamente el proyecto de Upjohn para parecerse cada vez más a su propio proyecto . La torre central, por ejemplo, es de Batterson, no la de Upjohn. La extensa elaboración de Batterson del proyecto de Upjohn terminó más que duplicando el costo a más de 2.500.000 dólares.

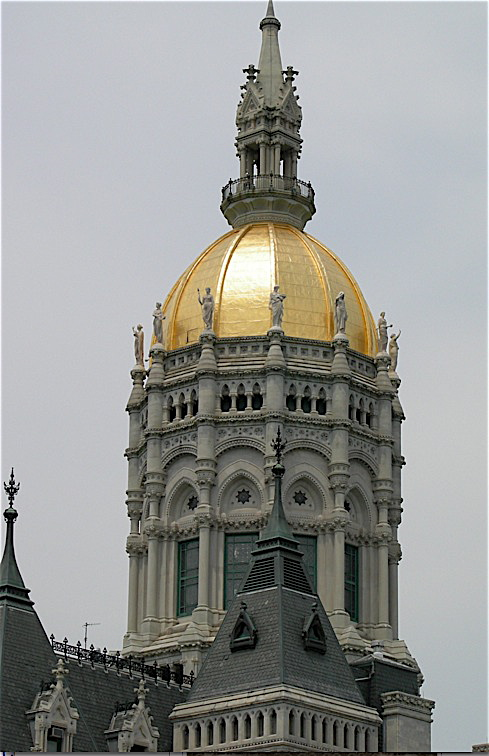
Detalle de cúpula

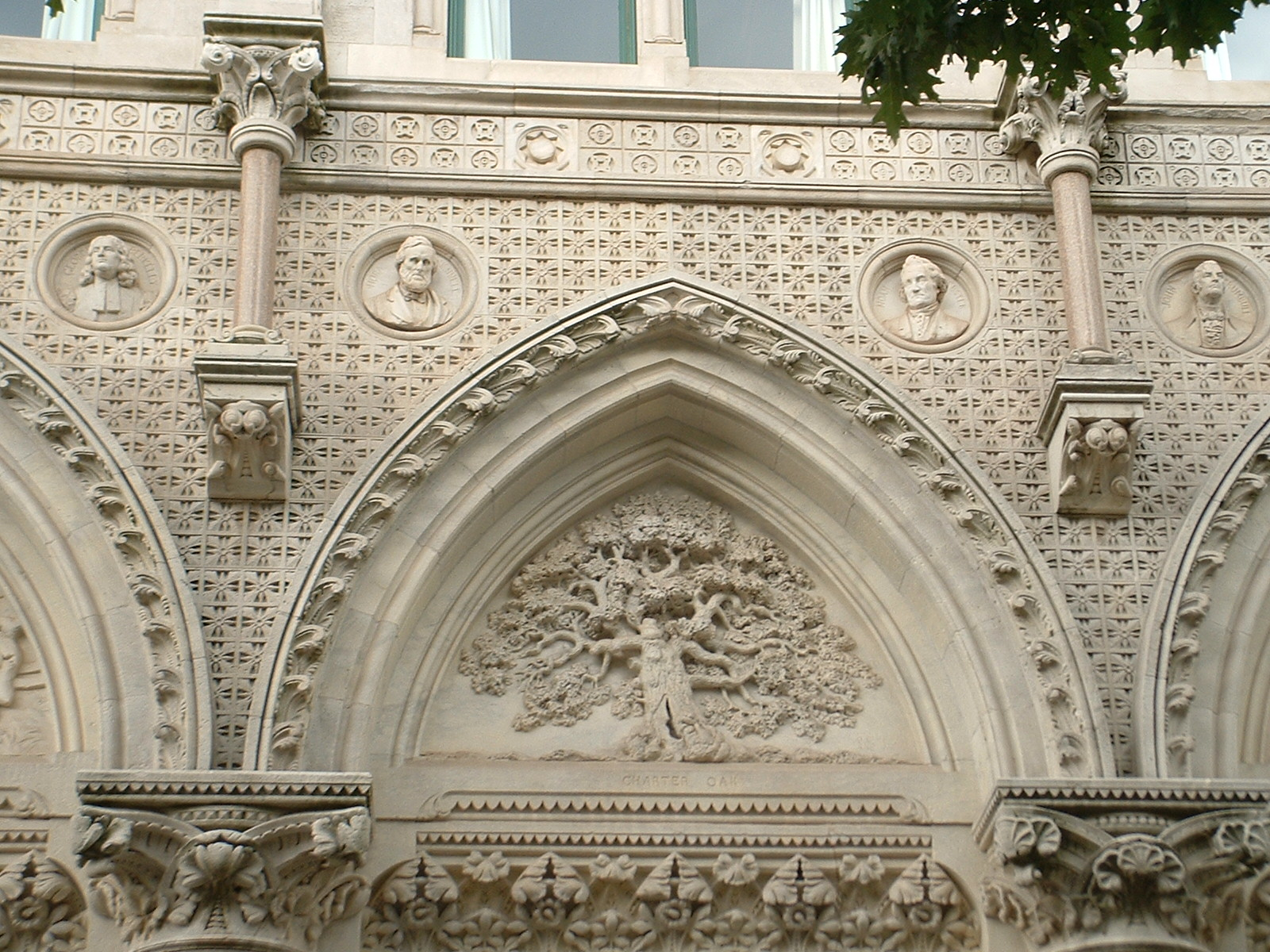
El relieve de Charter Oak sobre la entrada este, con los bustos de Horace Bushnell y Noah Webster arriba

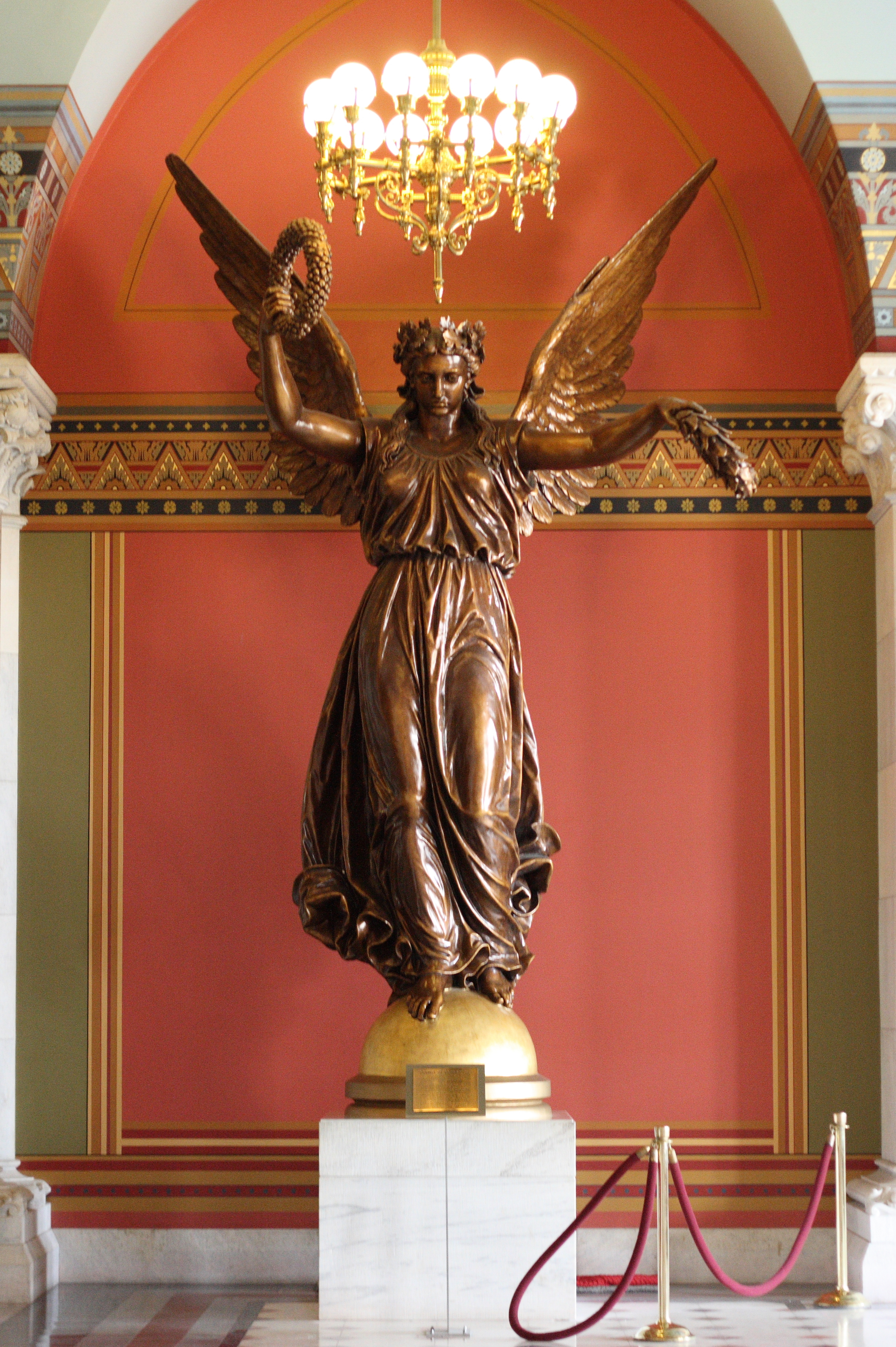
El genio de Connecticut del escultor Randolph Rogers, una versión en yeso de la estatua de bronce (destruida) instalada originalmente en la parte superior de la cúpula, se exhibe en el piso principal.

El diseño de Richard M. Upjohn es de estilo Eastlake, con elementos neorrenacentistas franceses y neogóticos. La construcción se inició en 1871. El edificio se completó en 1878 y se abrió para la sesión de la Asamblea General de Connecticut en enero de 1879. The New York Times describió el inmueble como «una gran masa de mármol blanco (es) esta imponente edificación, y bajo el deslumbrante sol de un mediodía de verano de Nueva Inglaterra brilla como un palacio de hadas de trabajo helado».
El sitio para construir el nuevo Capitolio fue elegido ya que está adyacente al parque Bushnell y tenía acceso a más espacios abiertos circundantes que el edificio más antiguo que estaba en el centro inmediato. El sitio había sido originalmente la ubicación del antiguo Trinity College, y por ello se conocía como Trinity Hill (todavía la calle al este inmediato se llama Trinity Street).
Algunas galerías en el piso principal del edificio albergan artefactos históricos, principalmente estándares de batalla de algunas unidades en la Guerra de Secesión. Las banderas fueron depositadas en el estado por 10.000 de los veteranos del estado, quienes formaron una procesión hacia el Capitolio y depositaron allí 30 banderas de regimiento el 17 de septiembre de 1879. Esta acción se tomó para convertir el edificio en un monumento a la Guerra de Secesión.
El edificio sufrió un poco de hacinamiento de oficinas y la introducción de tabiques y otros recursos temporales que restaron valor al proyecto original del edificio hasta 1979 y 1989 cuando se iniciaron los esfuerzos de restauración.
El Capitolio del Estado fue designado Hito Histórico Nacional en 1971.

## Arquitectura
El edificio es uno de los mayores inmuebles de estilo Eastlake. El exterior es de mármol de East Canaan, Connecticut y granito de Westerly, Rhode Island. El edificio es más o menos rectangular, los espacios interiores organizados alrededor de dos patios interiores abiertos que corren verticalmente hacia grandes tragaluces. En el centro hay una tercera rotonda circular abierta debajo de la cúpula. El salón más grande de la Cámara de Representantes forma una extensión en el lado sur.

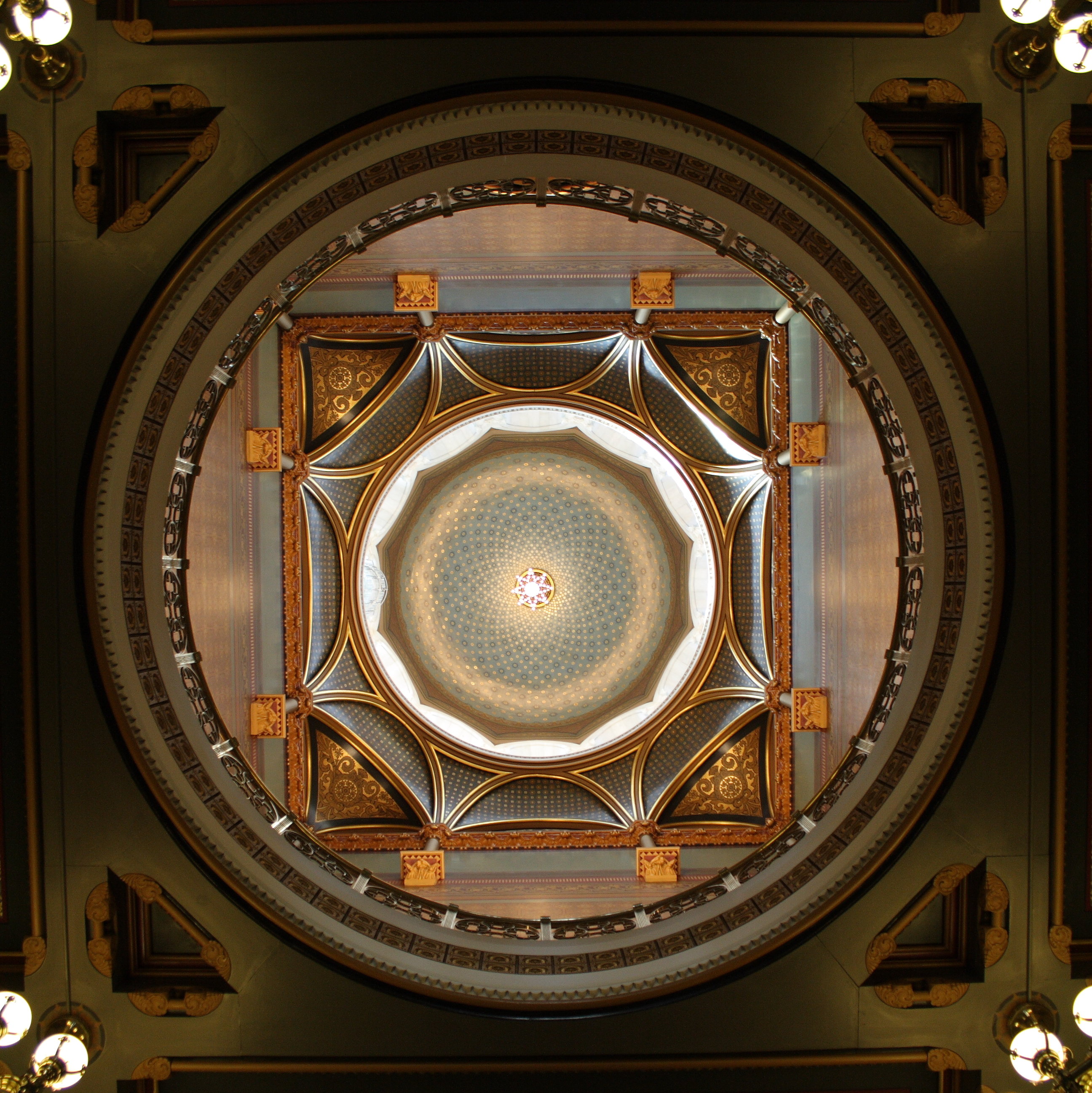
Interior de la cúpula

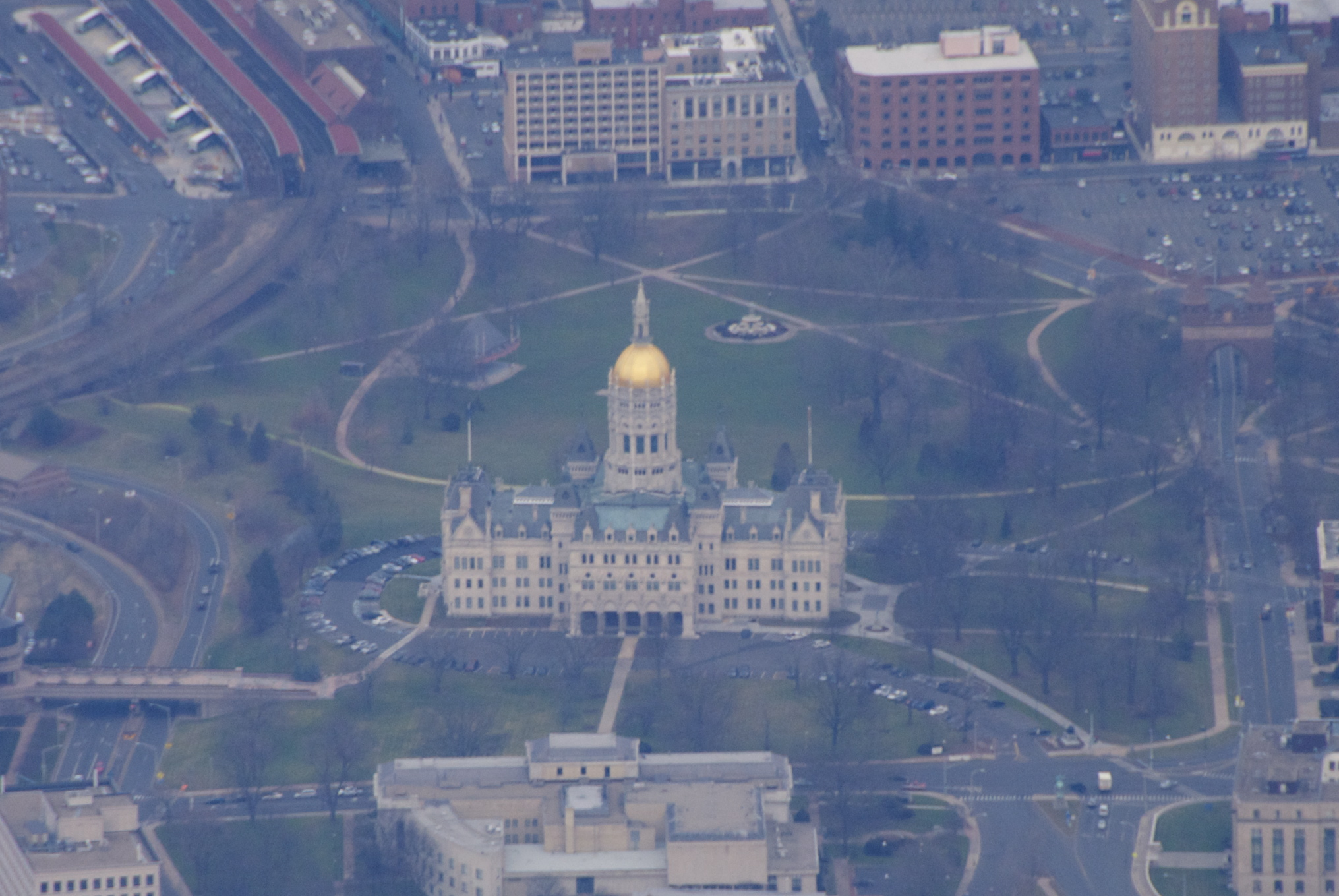
Vista aérea del Capitolio del Estado de Connecticut

Las fachadas ornamentadas del edificio incluyen varias estatuas, medallones y tímpanos tallados sobre las puertas (excepto la oeste, que solo tiene estatuas). Las estatuas son de políticos y otras personas importantes para la historia del estado, como: el reverendo Thomas Hooker, el mayor John Mason, el gobernador John Winthrop, Jr., Roger Sherman, gobernador de la guerra revolucionaria Jonathan Trumbull, Noah Webster, general Joseph Hawley, secretario de la Armada de la Guerra Civil Gideon Welles; y el senador estadounidense Orville Hitchcock Platt. Hay 24 nichos para la escultura, ocho de los cuales aún están vacíos. El último agregado fue el de Ella T. Grasso, la primera gobernadora del estado.
Hay escenas en alto relieve de la historia del estado en los 16 tímpanos sobre las puertas, excepto por la talla sobre la puerta principal norte, que es del sello del estado. El tímpano de la puerta principal este contiene The Charter Oak de Charles Salewski, la primera escultura creada para el Capitolio. Los pisos interiores usaban mármol blanco y pizarra roja de Connecticut, y algunos de los mármoles de colores son de Italia.
Las estatuas, medallones y tímpanos están agrupados por período. La fachada norte tiene seis estatuas, cinco tímpanos y dos medallones, y las tallas son de figuras anteriores a la Guerra Revolucionaria. Las fachadas este y oeste contienen personas de la Guerra Revolucionaria o del servicio gubernamental, y las figuras de la fachada sur son de la Guerra Civil en adelante.
El domo en sí tiene 9,8 m de altura; encima hay una cúpula de 16.8 m de altura; el tambor por debajo de la misma mide 22.9 m, lo que hace que sea más alto que los 21.3 m de altura que tienen las paredes del cuerpo principal. La altura total de la cúpula, incluida la linterna, es de 78,3 m.
La cúpula del edificio originalmente tenía una gran estatua en la parte superior, llamada El genio de Connecticut, que fue retirada en 1938 después de haber sido dañada por el gran huracán de ese año. La estatua había sido fundida en bronce a partir de un yeso original y tenía 5,4 m altura y pesaba 3175 kg. Se había ejecutado en Roma y fundido en Múnich, Alemania. Durante la Segunda Guerra Mundial, la pieza fue donada al gobierno federal y se fundió como parte del esfuerzo de guerra para fabricar municiones y piezas de máquinas. La estatua de yeso original se encuentra ahora en el capitolio y ha sido revestida de bronce. En 2002, el Proyecto de Ley n.º 5273 ante la Asamblea General solicitó autorización para realizar una nueva fundición de la estatua para restaurar el diseño de la cúpula del capitolio. El proyecto finalmente se aprobó en 2009 y se realizó una nueva fundición de bronce. Aún no se ha montado en la cima de la cúpula, a la espera de una financiación adicional de 200.000 dólares.
En la base exterior de la cúpula hay 12 estatuas en seis pares que representan la Agricultura, el Comercio, la Educación-Ley, la Fuerza-Guerra, la Ciencia-Justicia y la Música.
El interior tiene dos escaleras abiertas ornamentadas a juego y todo el interior del edificio está pintado en un esquema multicolor que continúa con la estética de diseño Eastlake de la década de 1870.
El edificio del Capitolio está abierto al público, con visitas guiadas y autoguiadas disponibles de lunes a viernes. Las visitas guiadas comienzan en la entrada oeste del edificio de oficinas legislativas.

## Otras lecturas
- Curry, David Park; Pierce, Patricia Dawes, eds. (1979). Monument: The Connecticut State Capitol. Hartford: Old State House Association.
- Ransom, David F. (January 1980). «James 0. Batterson and the New State House». The Connecticut Historical Society Bulletin 45: 1-15.